# Ніздрі BMW

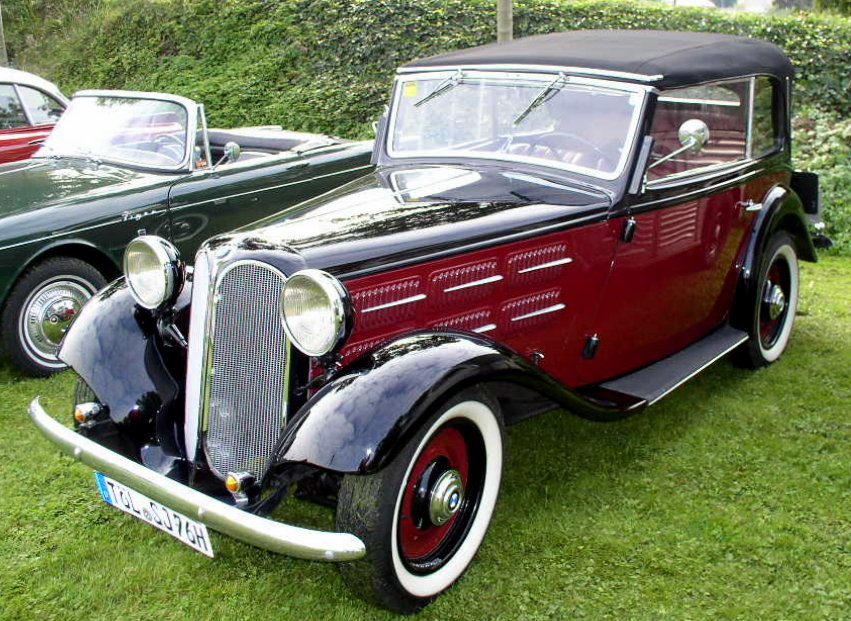
BMW 303, перший автомобіль з роздільною решіткою радіатора, як кабріолет, 1934 рік

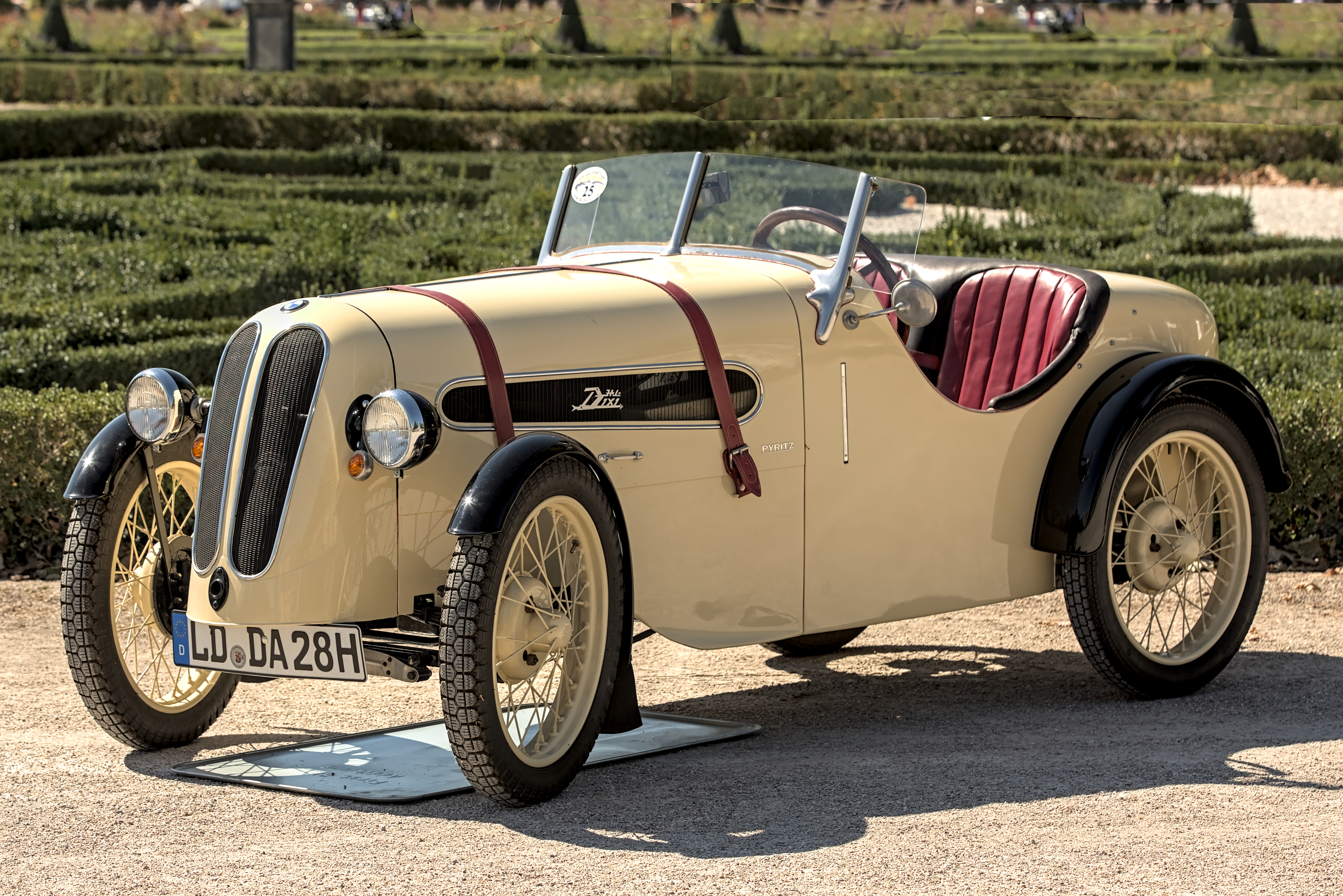
Ihle-BMW

Ніздрі BMW (також бочки BMW) — округла решітка радіатора, що складається з двох частин, вже давно є характерною рисою всіх моделей автомобілів BMW.

## Початок і основа
Кажуть, що форма передньої частини автомобіля, яка була типовою для BMW протягом багатьох років, була представлена кузовним підприємством Ihle з Брухзаля, і Ihle використовував її для виробництва кузовів для шасі інших марок. З 1932 року Ihle постачав кузови двомісних родстерів для BMW 3/15 hp (DA 4), нібито вже з ниркоподібною решіткою радіатора, яку BMW незабаром прийняв як елемент стилю, типовий для марки.
За власними даними, BMW вперше використала решітку радіатора у формі нирки в 1933 році в BMW 303. В історії компанії Горст Менніх написав про Фріца Фідлера, який прийшов у BMW з Horch у 1932 році як головний дизайнер: "Почерк Фідлера був помітний на радіаторі. Він сконструював його у злегка нахиленій формі та закруглив кути, щоб зменшити опір повітря, що призвело до так званої нирки BMW.
У BMW 326 з 1936 року і далі решітка радіатора була звужена, пізніше доповнена бічними повітрозабірниками в моделях серії BMW 501/502, щоб зробити нирку і, перш за все, передню частину більш плоскою. Спортивний автомобіль BMW 507 був дуже вільно розроблений або незалежно від форми, щоб розглядатися як торгова марка; його широкі повітрозабірники, які також розділені хребтом, навряд чи можна описати як нирки BMW.
З 1962 року, з моменту появи BMW 1500, усі модельні серії мали більш-менш модифіковану та зменшену форму, відому з 1936 року. Збереження цього стилістичного елементу було вимогою головного акціонера BMW Герберта Квандта приблизно з 1960 року. На його прохання дизайн BMW 1500 був доповнений решіткою радіатора. Навіть у 2025 році BMW сприймає їх як знак визнання.

## Розробки з 1975 року
У BMW 7 серії дванадцятициліндрові моделі,⁣ а з модельного року 1992 також восьмициліндрові моделі відрізнялися ширшими ніздрями. Восьмициліндрові моделі BMW 5-ї серії також мали ширші ніздрі. З 1995 модельного року всі автомобілі серії отримали ширші ніздрі. Вертикальні стійки були чорними з заводу в чотирициліндрових моделях (напр. B. в BMW 520d E60, з 2003 р.в.) і хромовані в інших автомобілях. Ніздря тепер також доступна з заводу з чорною рамою, включно з BMW M2 CS. Дизайн спортивного автомобіля BMW M1 нагадав дизайн BMW Turbo X1 1972 року, а ніздрі на BMW Z1 і першому купе 8-ї серії (останні випускалися з 1989 року) також були помітно маленькими; усі мають спільний плоский фронт.
У представленого у 2013 році електромобіля BMW i3, BMW i8 і iX3 який доступний в Німеччині з 2021 року, дві ніздрі повністю закриті, оскільки в цих конструкціях немає решітки радіатора. Повітрозабірник в передній частині автомобіля не є необхідний. Ніздрі залишаються як елемент дизайну та відмінна риса. Навіть BMW 700 із заднім розташуванням двигуна не потребував переднього повітрозабірника. Проте Луїджі Колані та Віллі Мартіні встановили ніздрі на своїх версіях автомобіля.

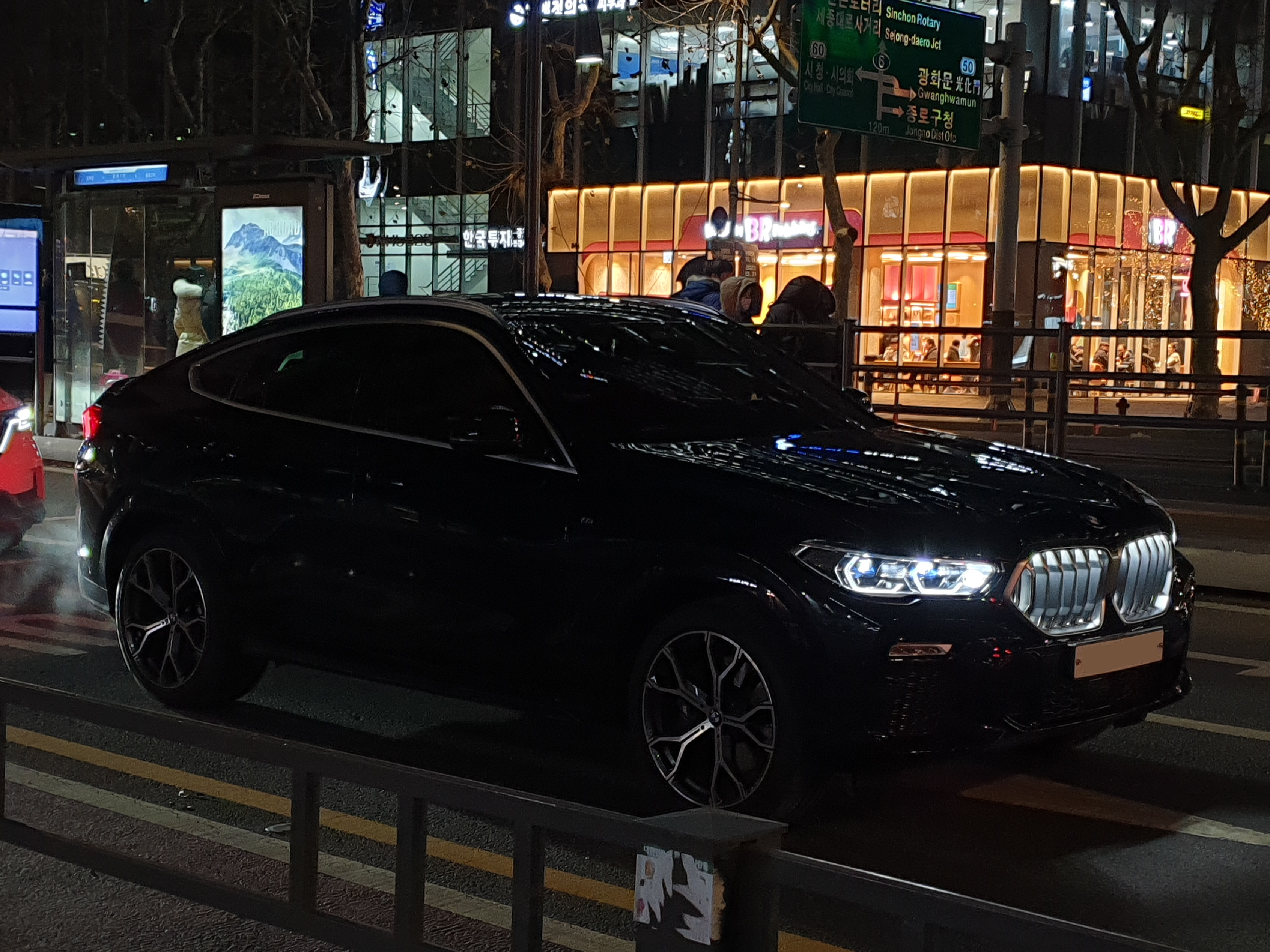
Підсвічені ніздрі BMW X6 2022 р.в

У 2016 році, досліджуючи X2, BMW вперше продемонструвала форму радіатора, яка була ширшою внизу, ніж зверху, і цей радіатор надійшов у серійне виробництво з X2 2018. Крім того, стрижні скошені у верхній частині, як це було у випадку з фейсліфтінгом 1 серії навесні 2015 року та з фейсліфтінгом 2 серії Active Tourers, а також 8 серії Coupé, представленої приблизно у 2018 році. У 8 Series Coupé вони спочатку були доступні з освітленням (Iconic Glow) як опція.
З презентацією третього покоління Z4 у вересні 2017 року стрижні всередині ніздрі були опущені; натомість є гратчаста структура. Також використовується в M 135i, M 340i та M 340d, а також у 2-серії Gran Coupé, представленій у 2020 році як M 235i.

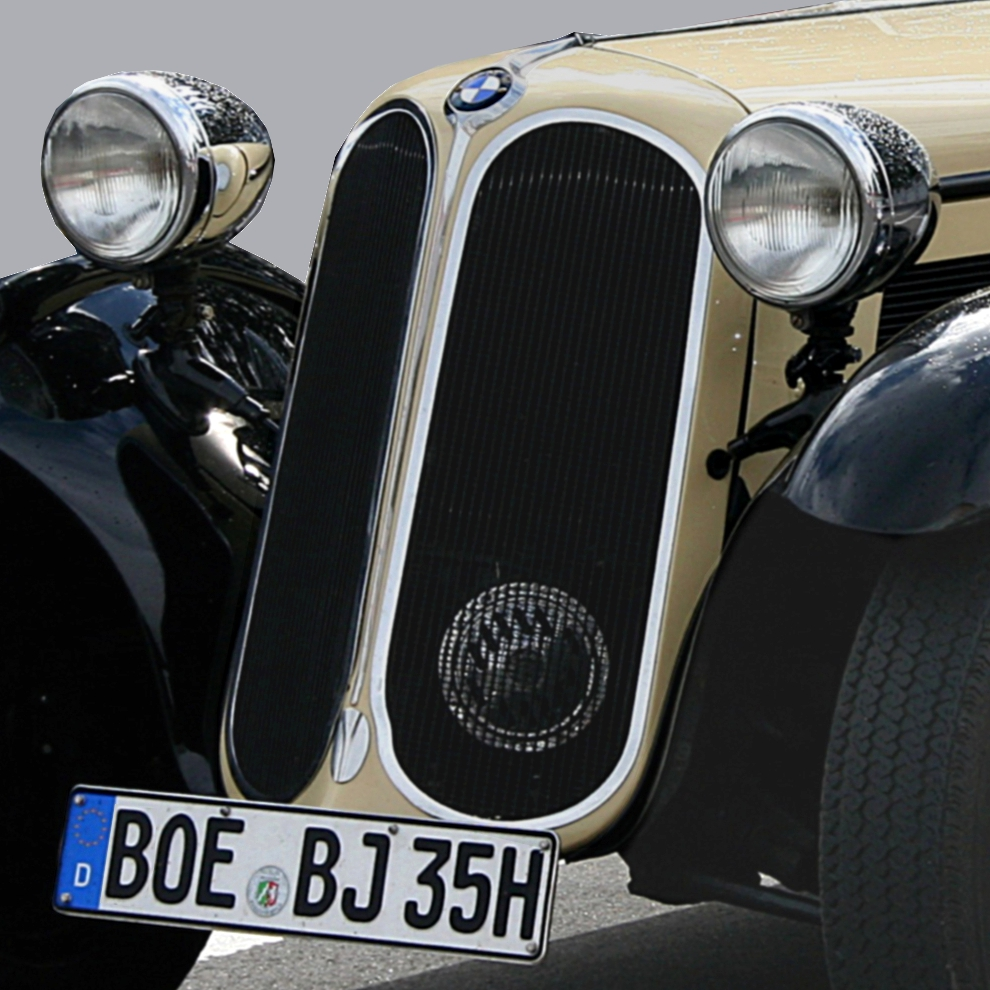
BMW 315/1 1934 року
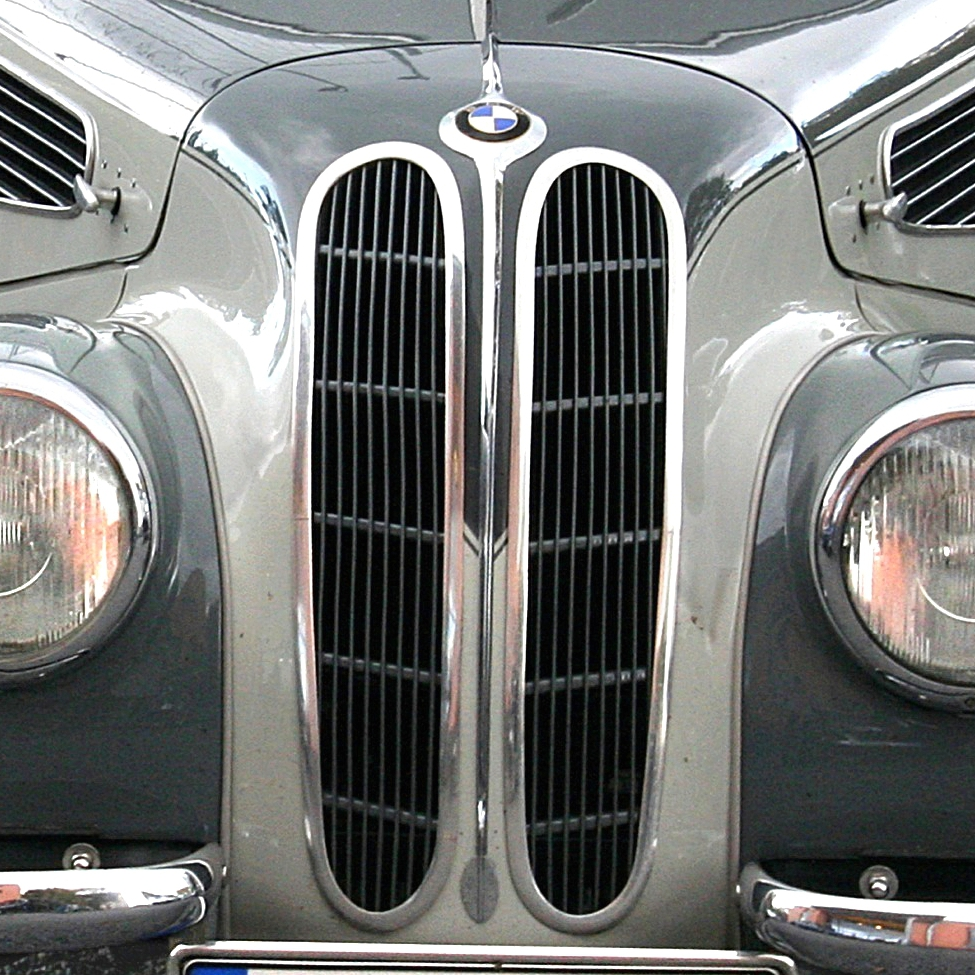
BMW 327 1937 року
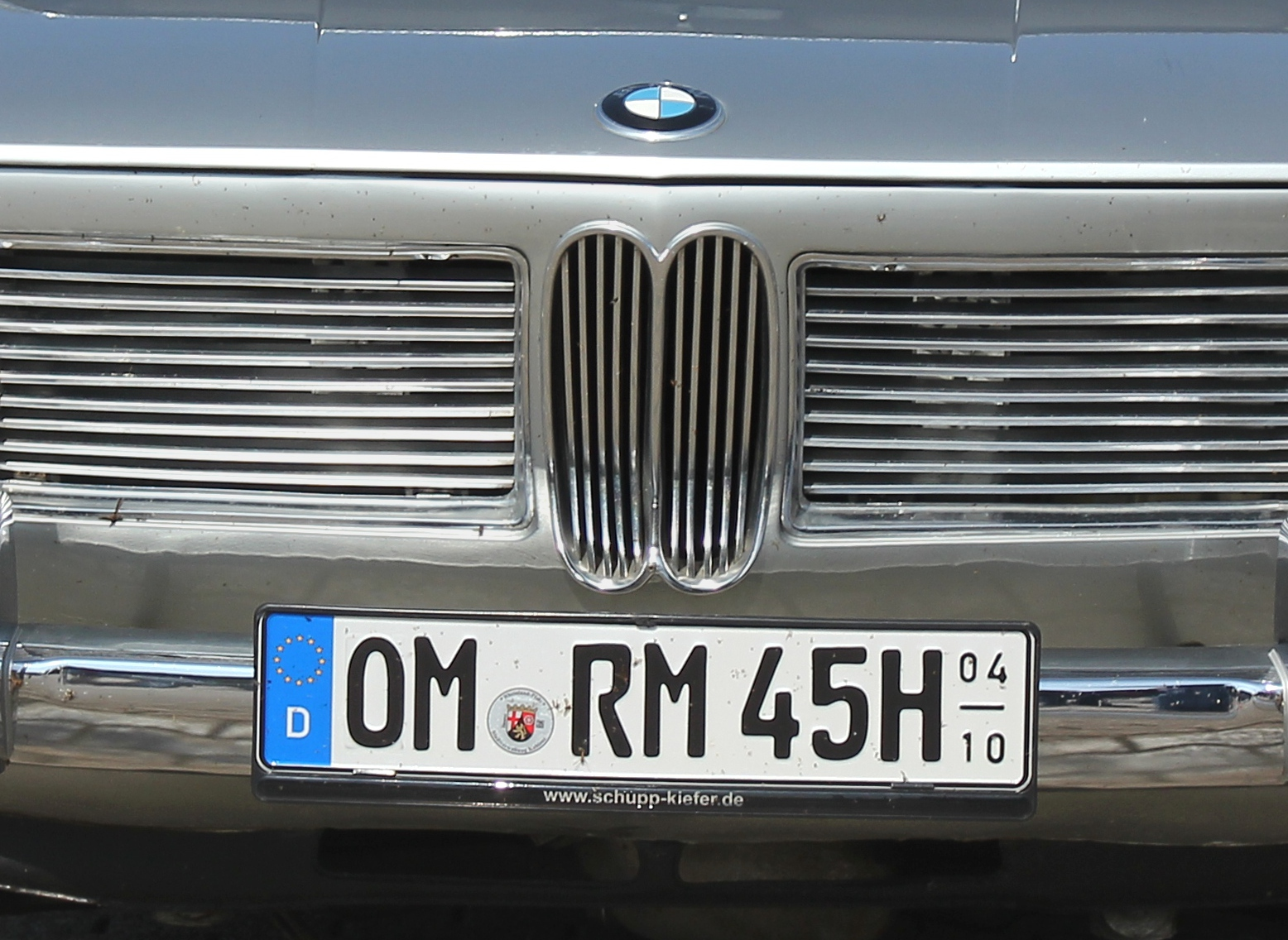
„Новий клас“ 1962 року
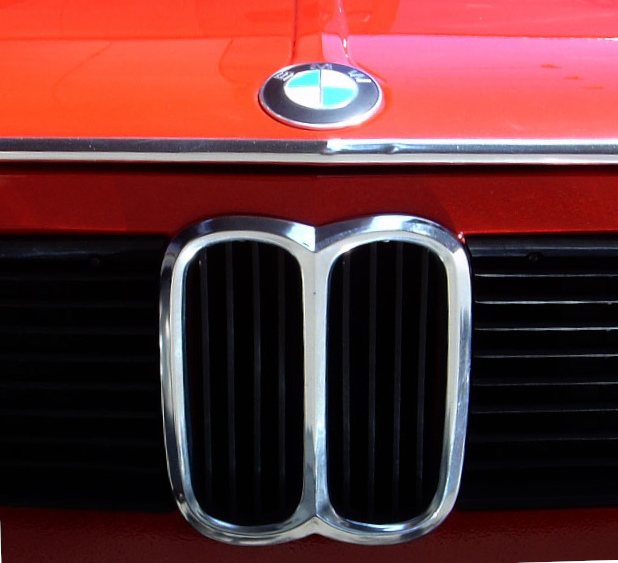
1970er Jahre, hier ein BMW 02
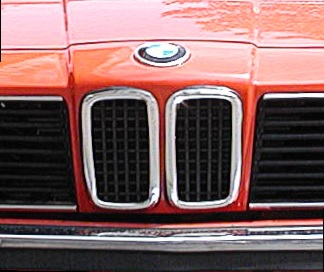
BMW 6er, 1976 року
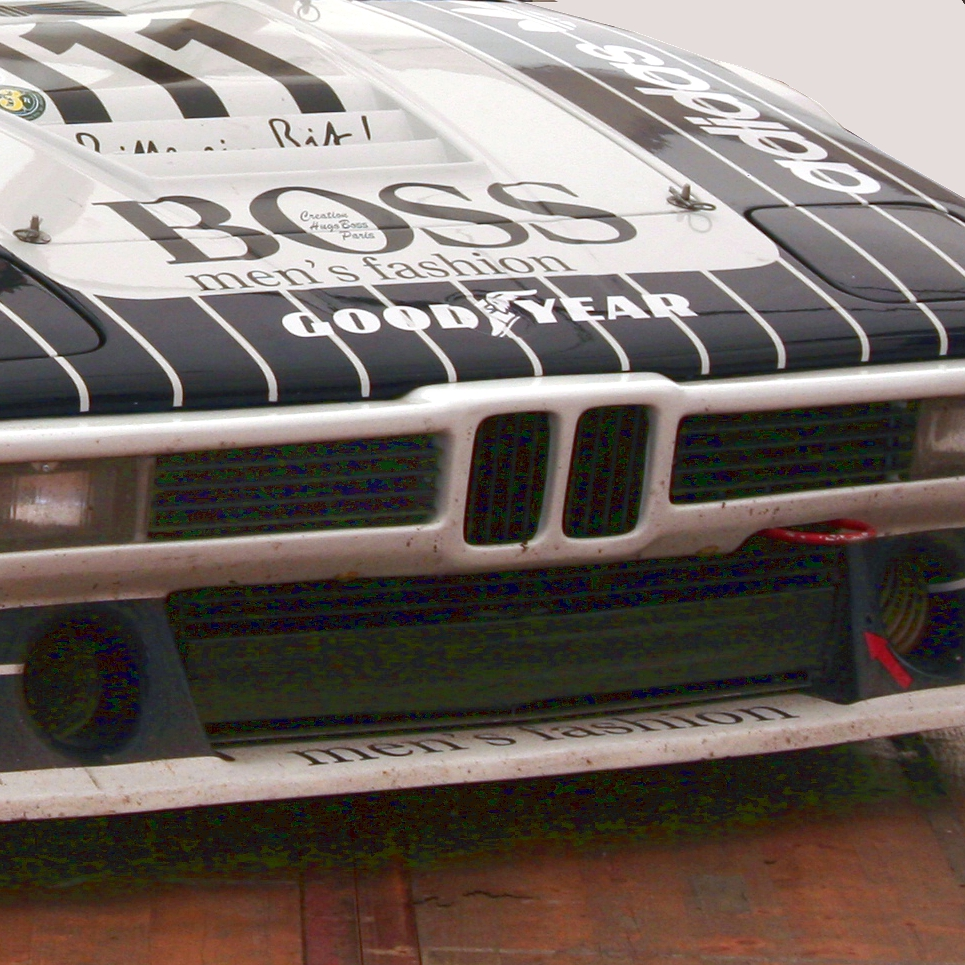
BMW M1, 1978–1981 років
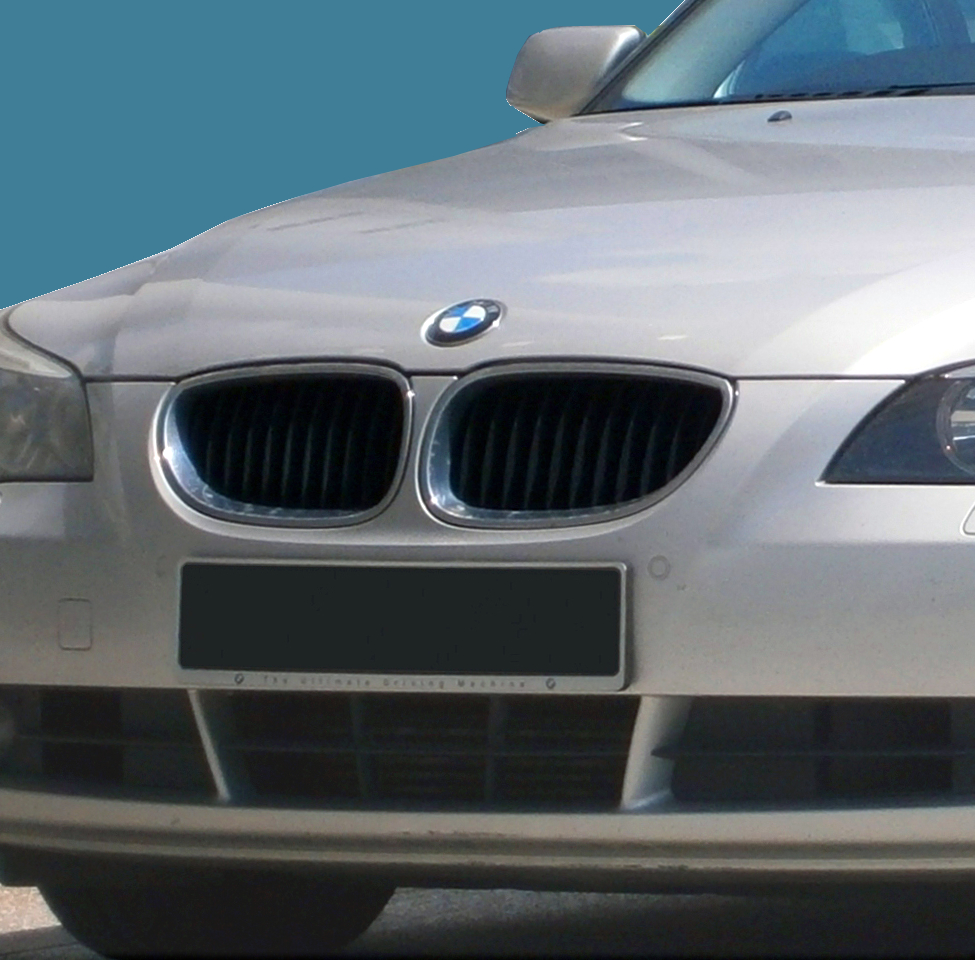
BMW 5er-Reihe, 2003 року
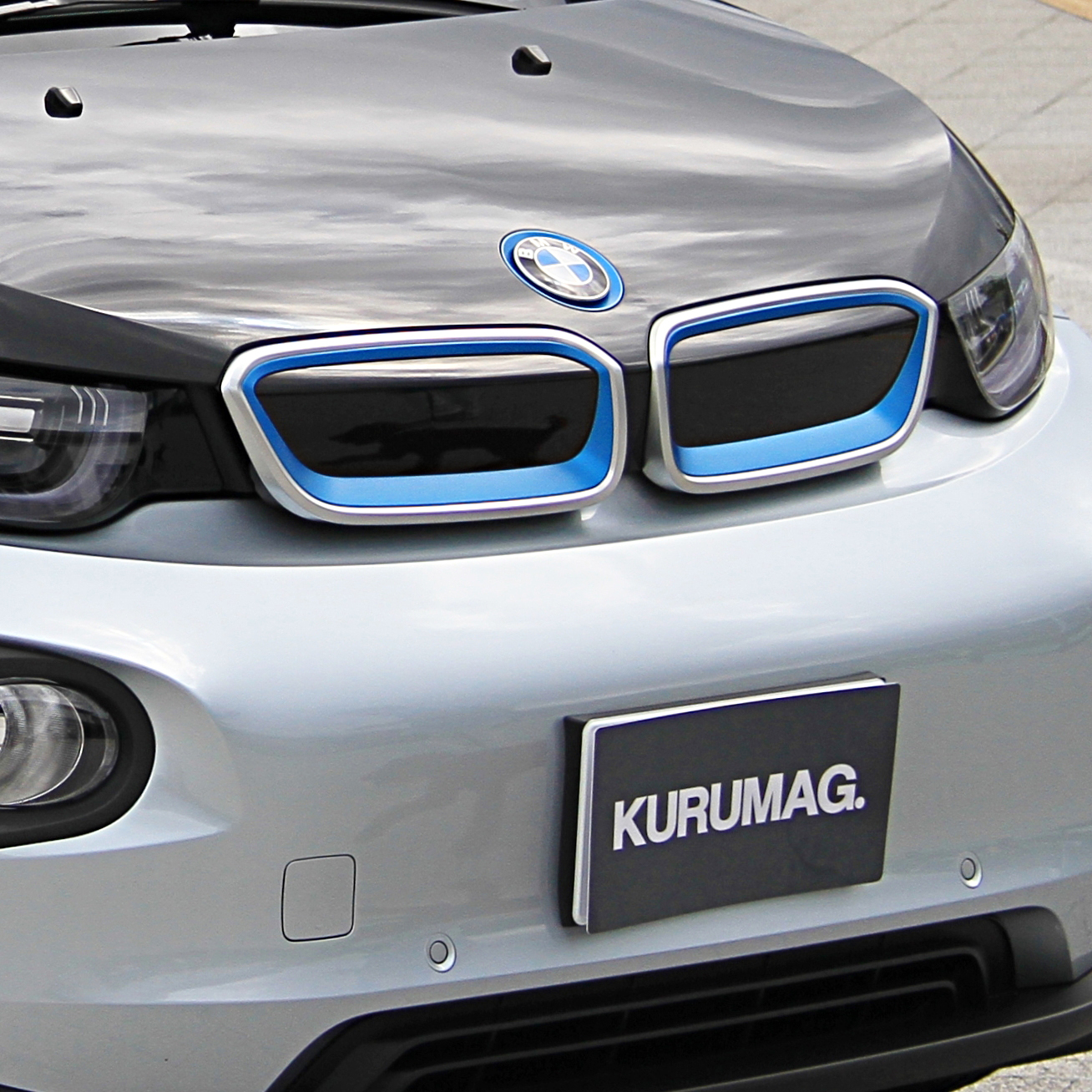
BMW i3, в 2013 році
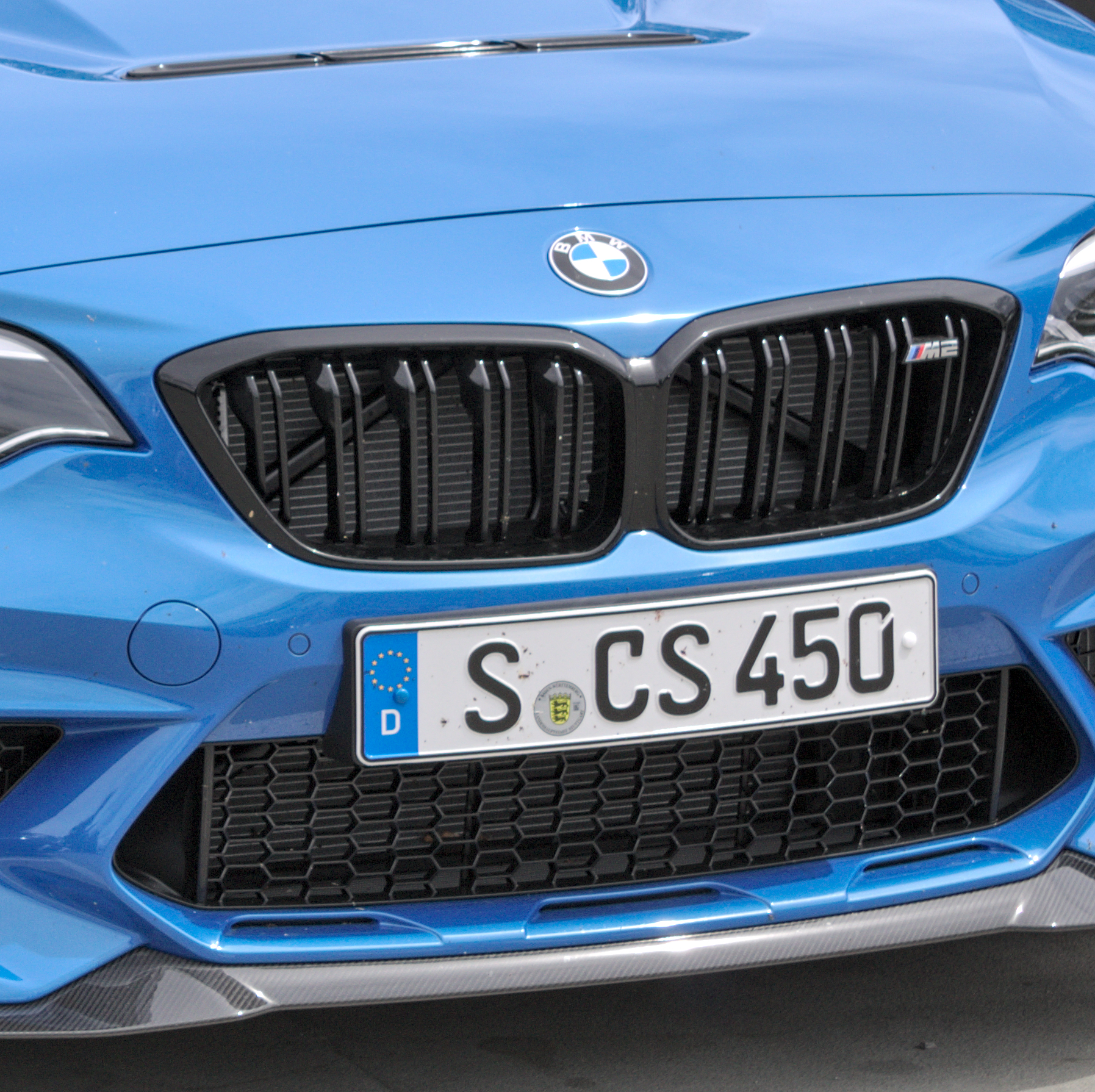
Komplett schwarzer Grill mit Doppelstreben eines BMW M2
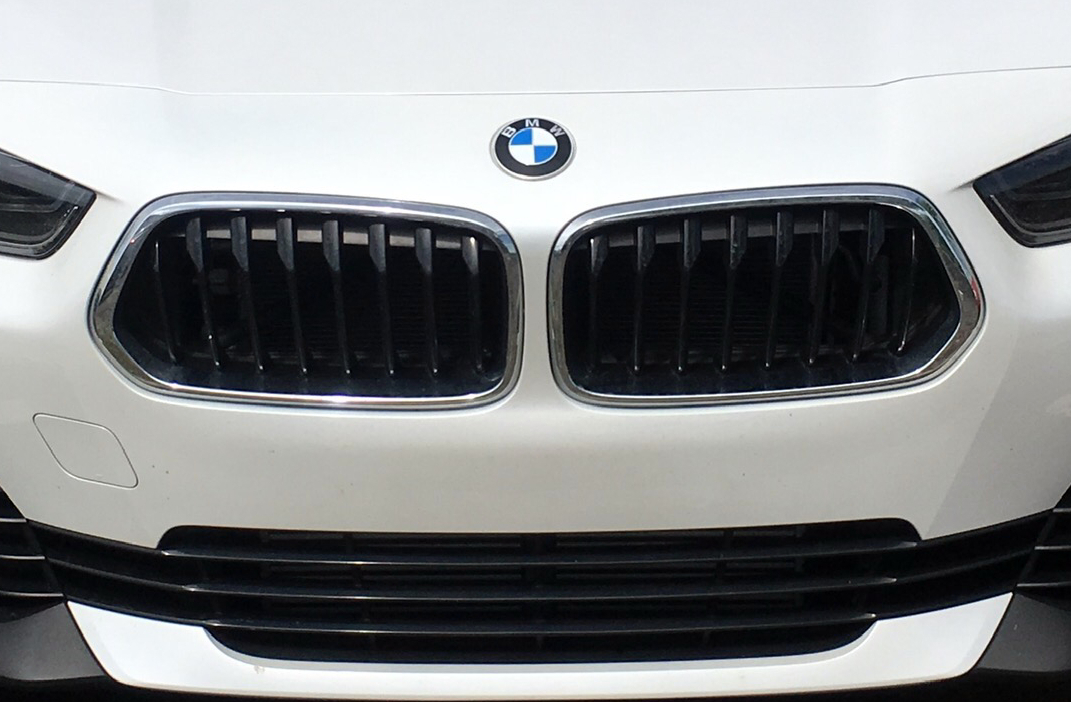
BMW X2, 2016 версія 2018
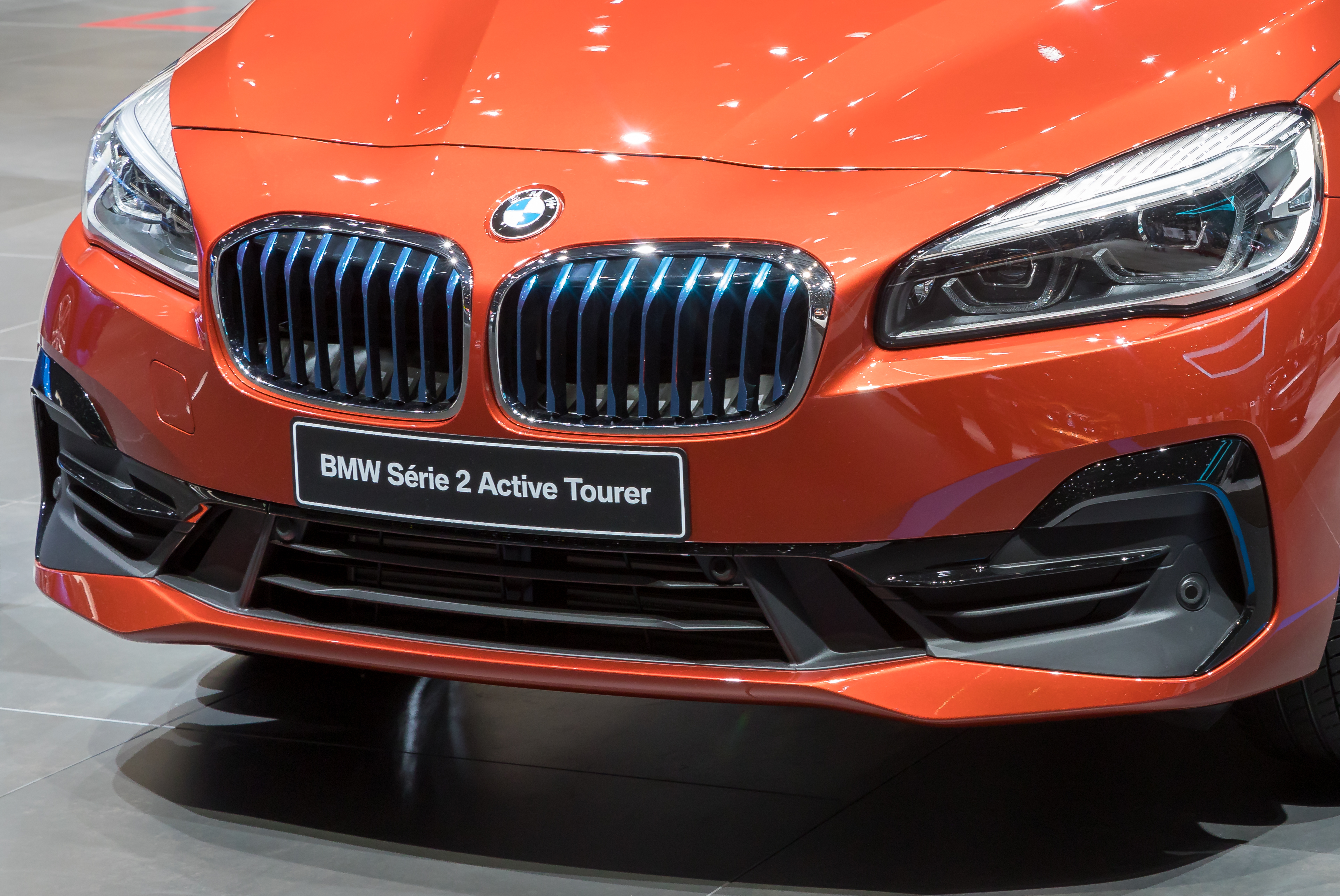
BMW 2 Active Tourer, 2018 року
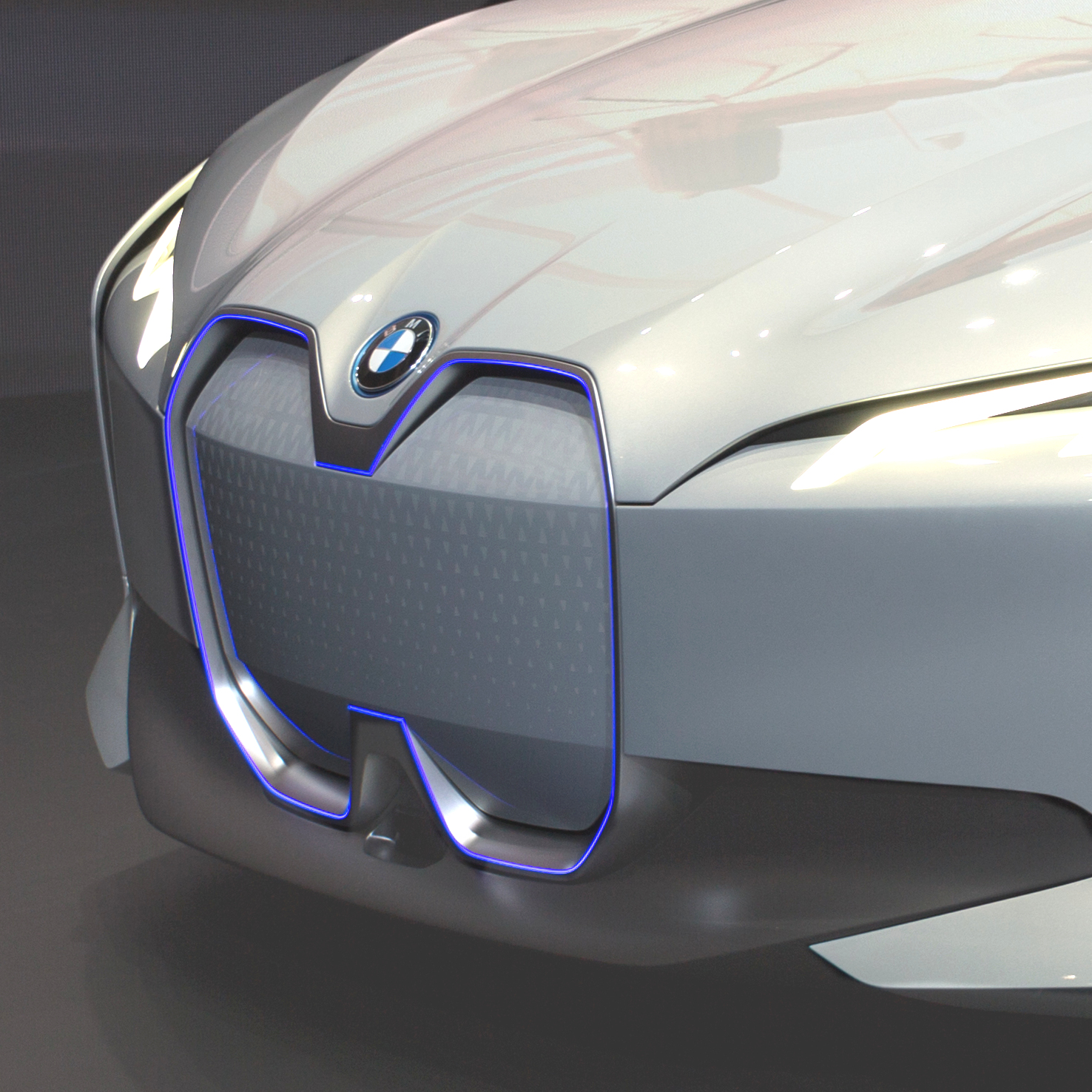
Електромобіль 2017 року
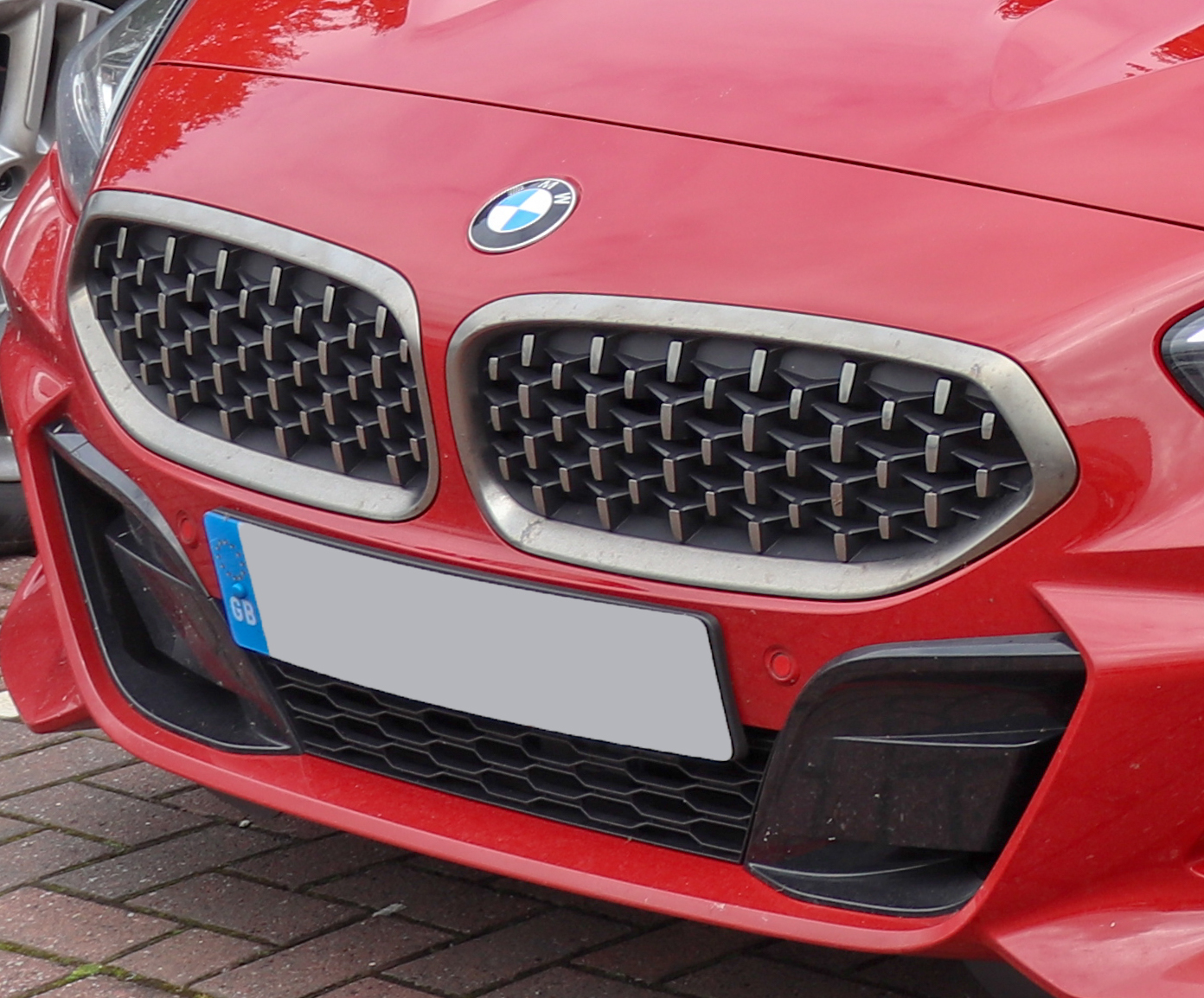
Ніздрі з гратчастою структурою, BMW Z4 2018 року
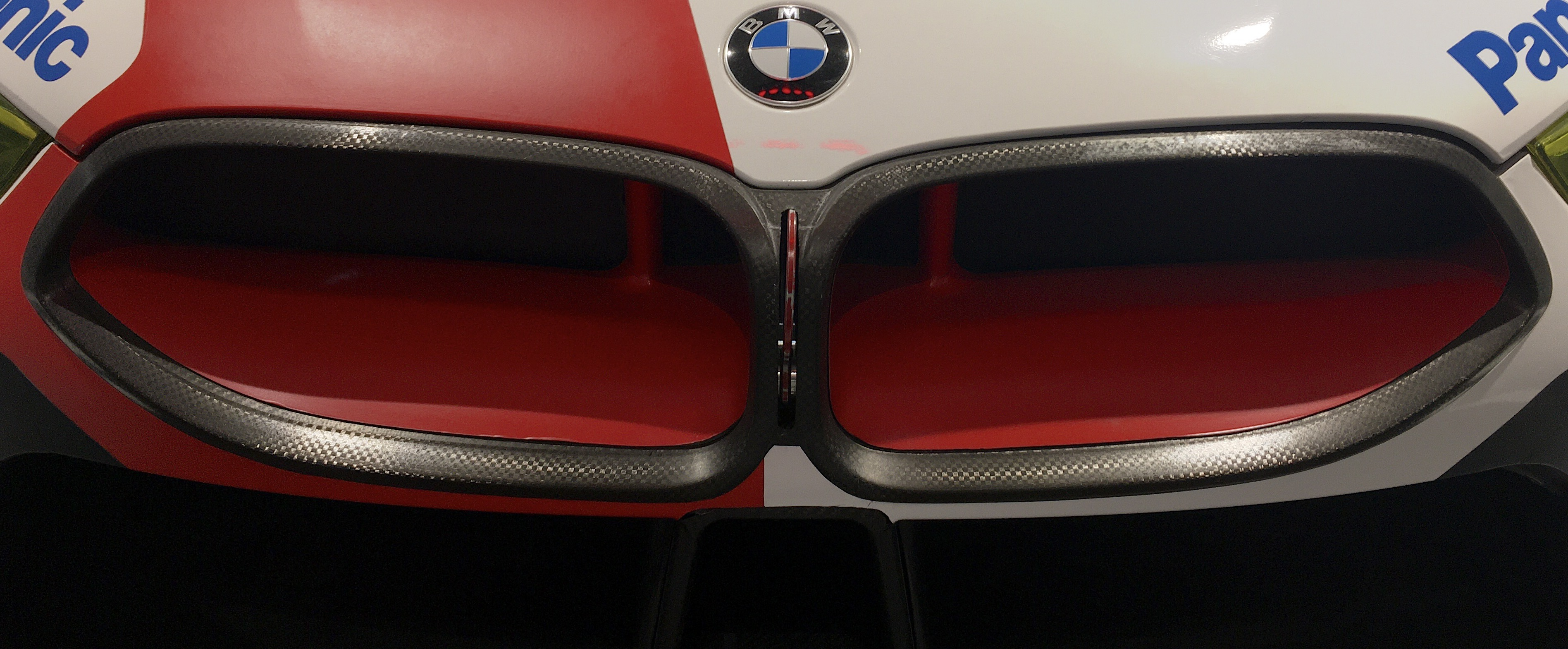
Без решітки BMW M8 GTE[de] 2019
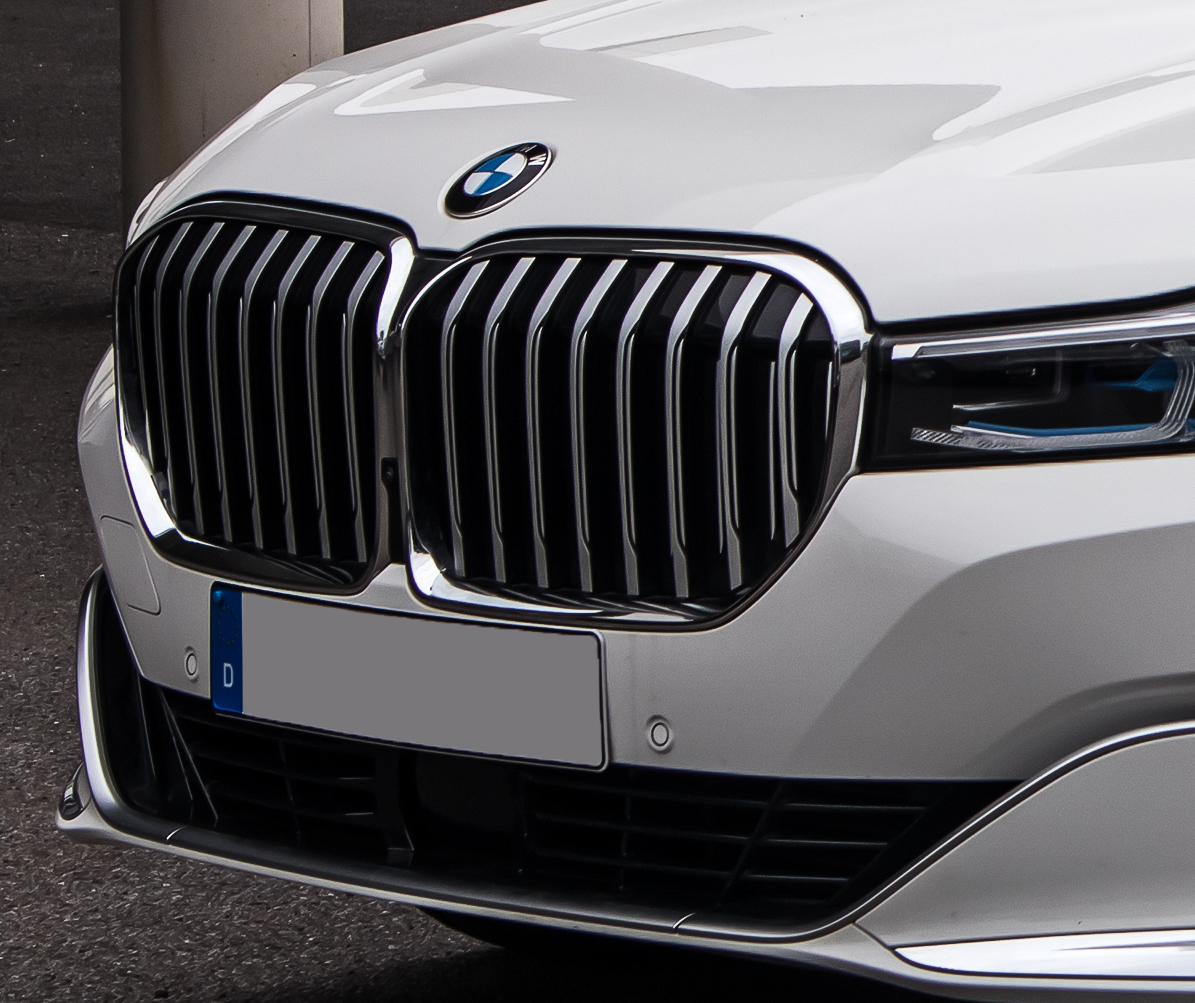
BMW 7er, 2019
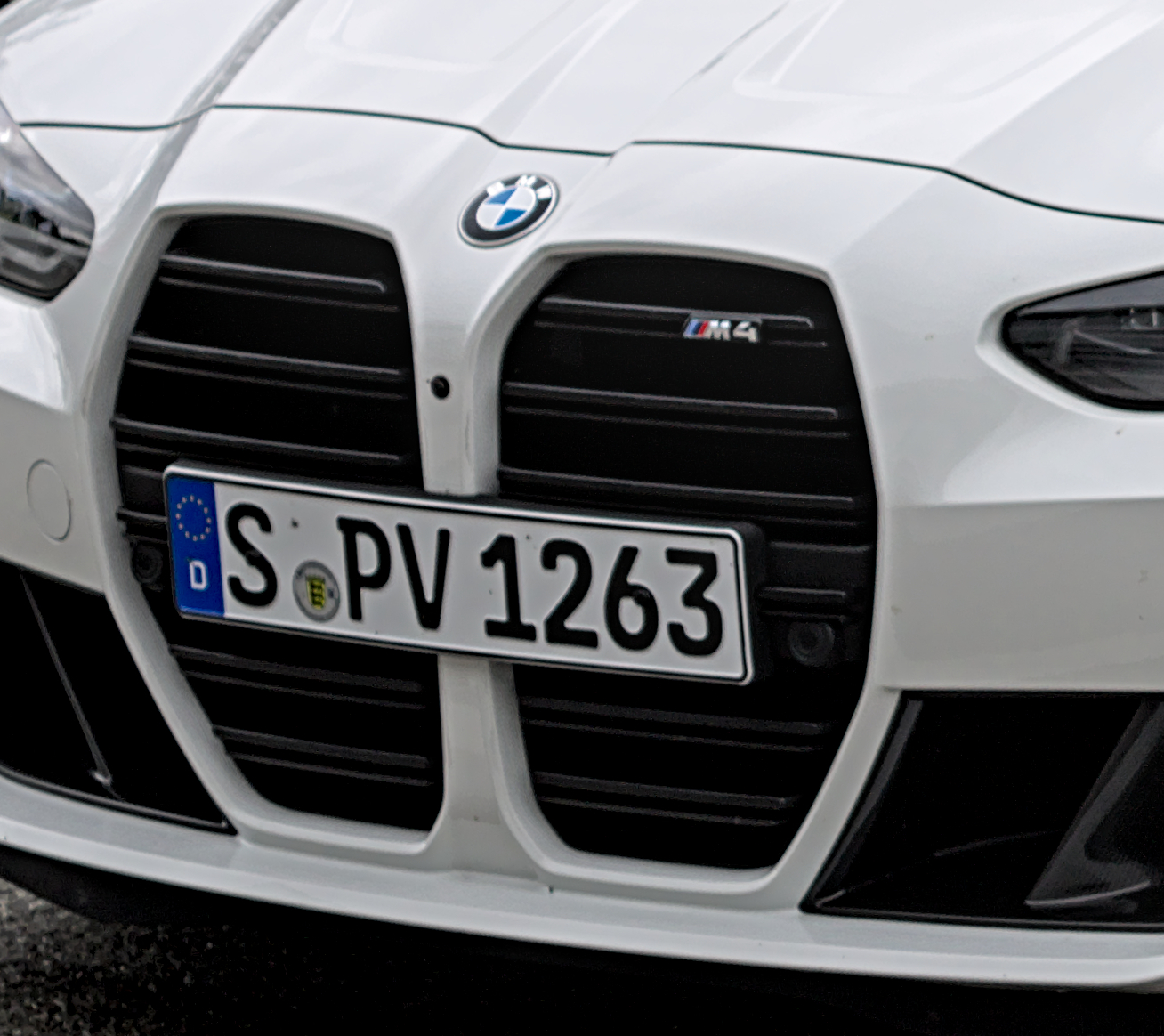
BMW M4[de], 2020 рік
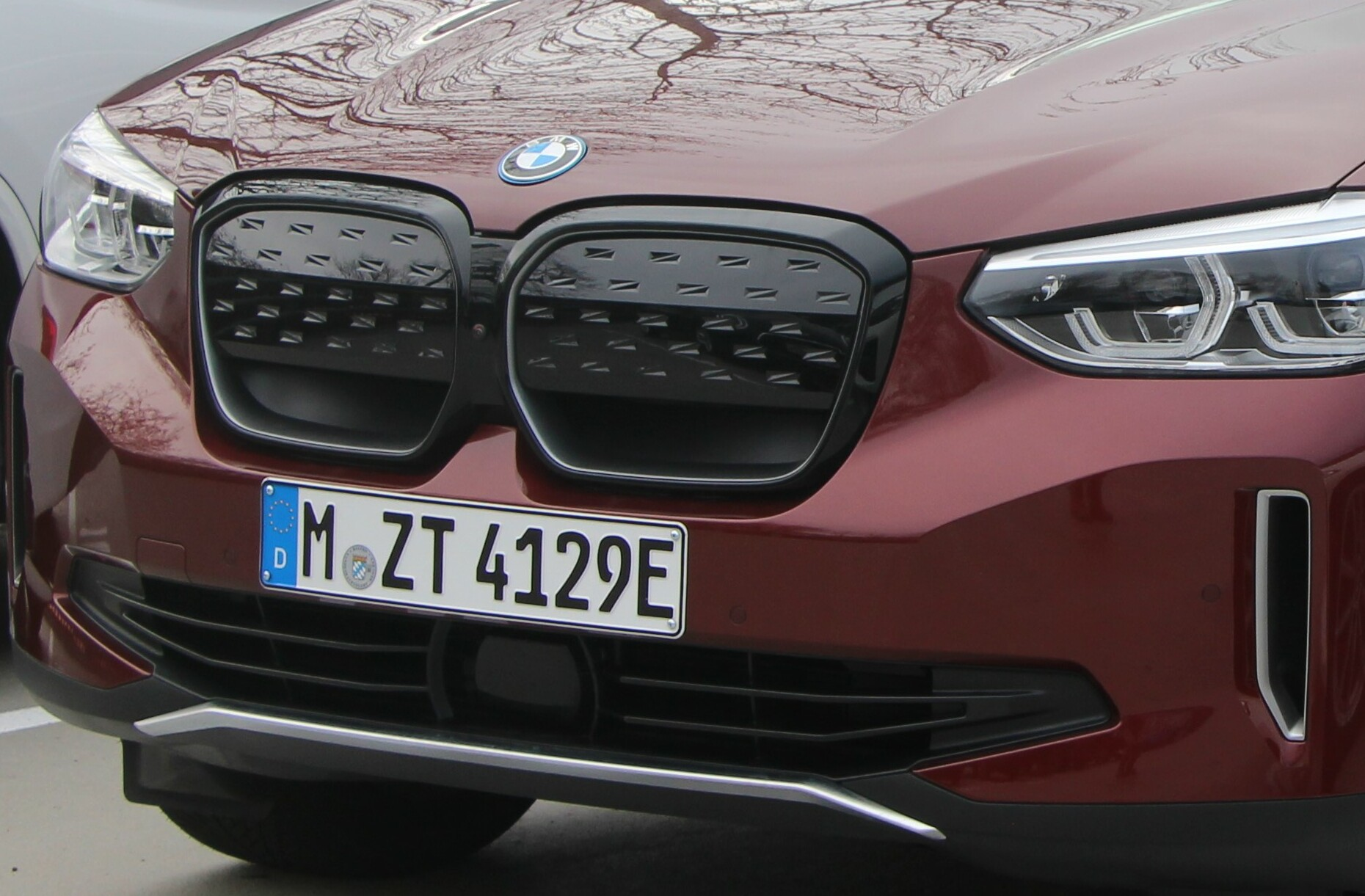
BMW iX3, 2020 (в Німеччині з 2021)
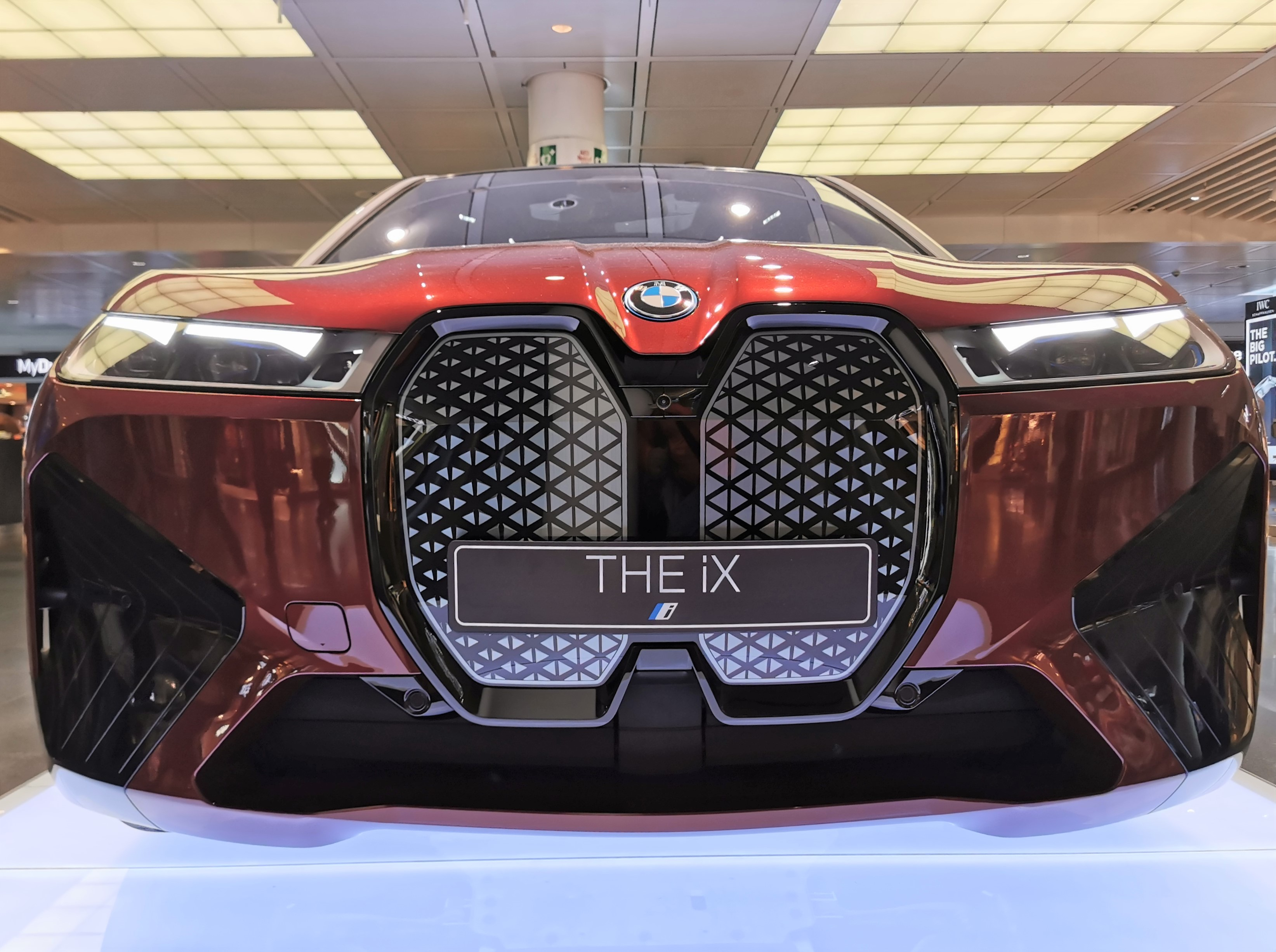
Електричний позашляховик BMW iX з багатошаровим фарбуванням 2021 рік
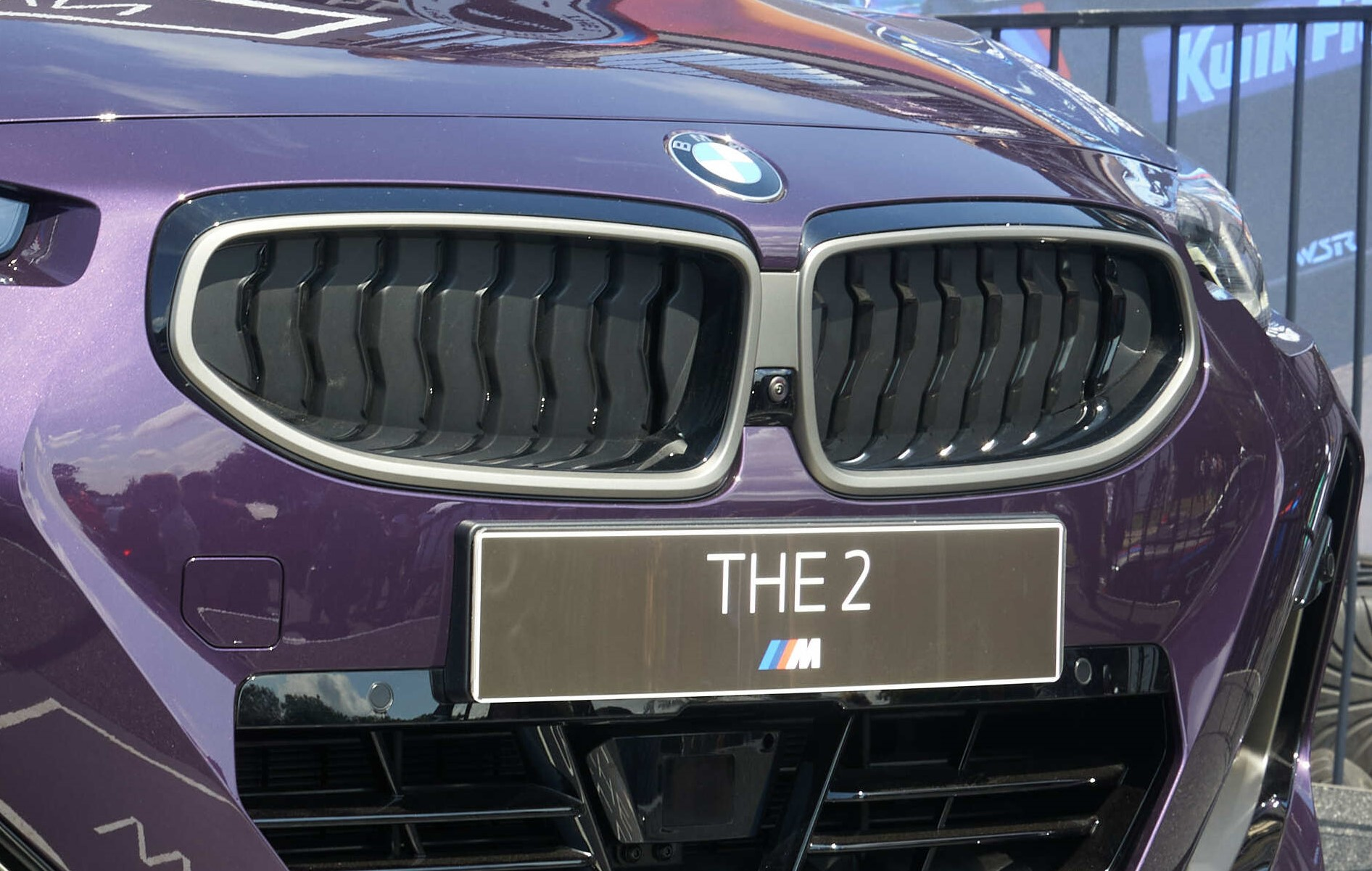
BMW 2 купе, 2021
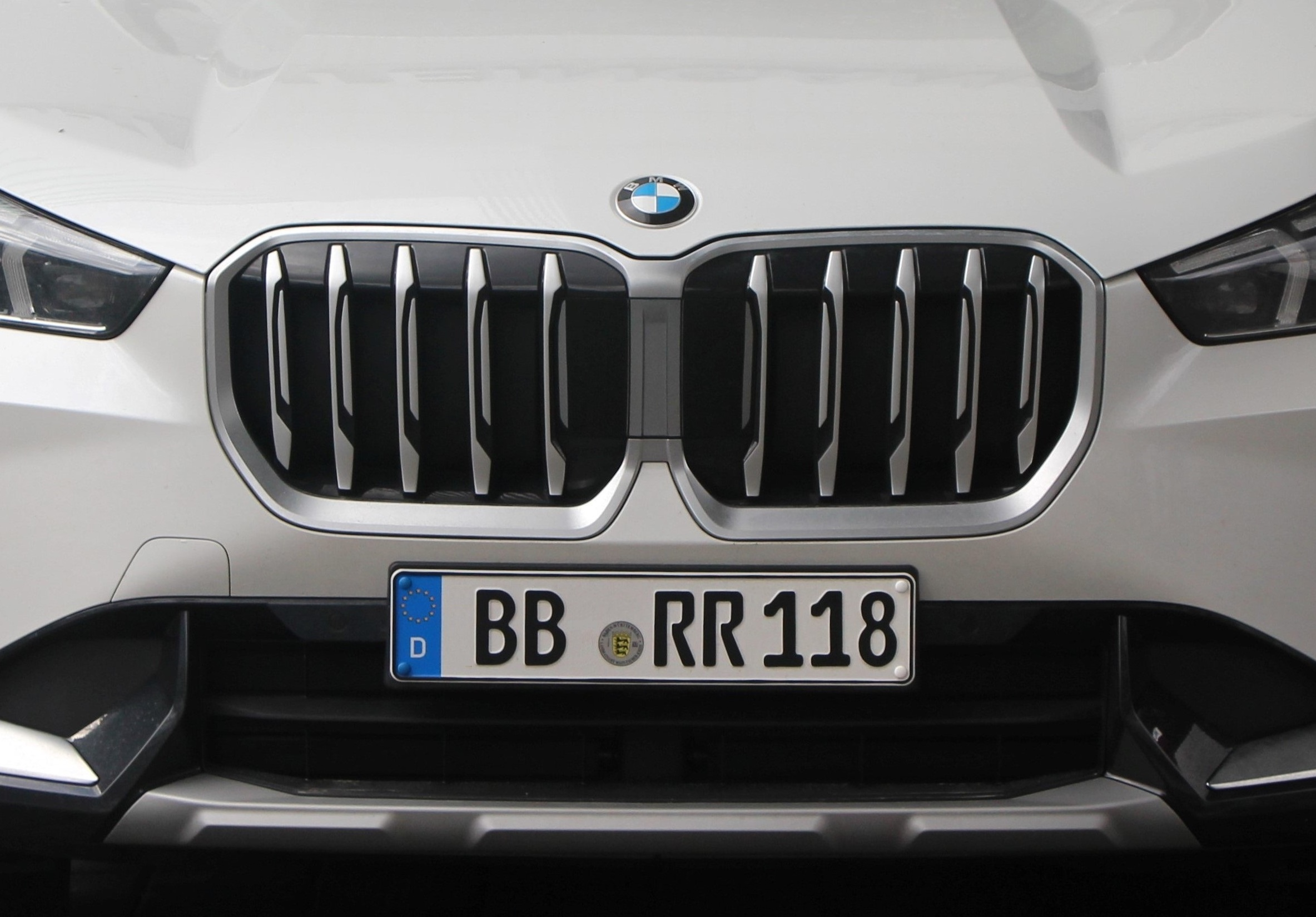
BMW X1, 2022
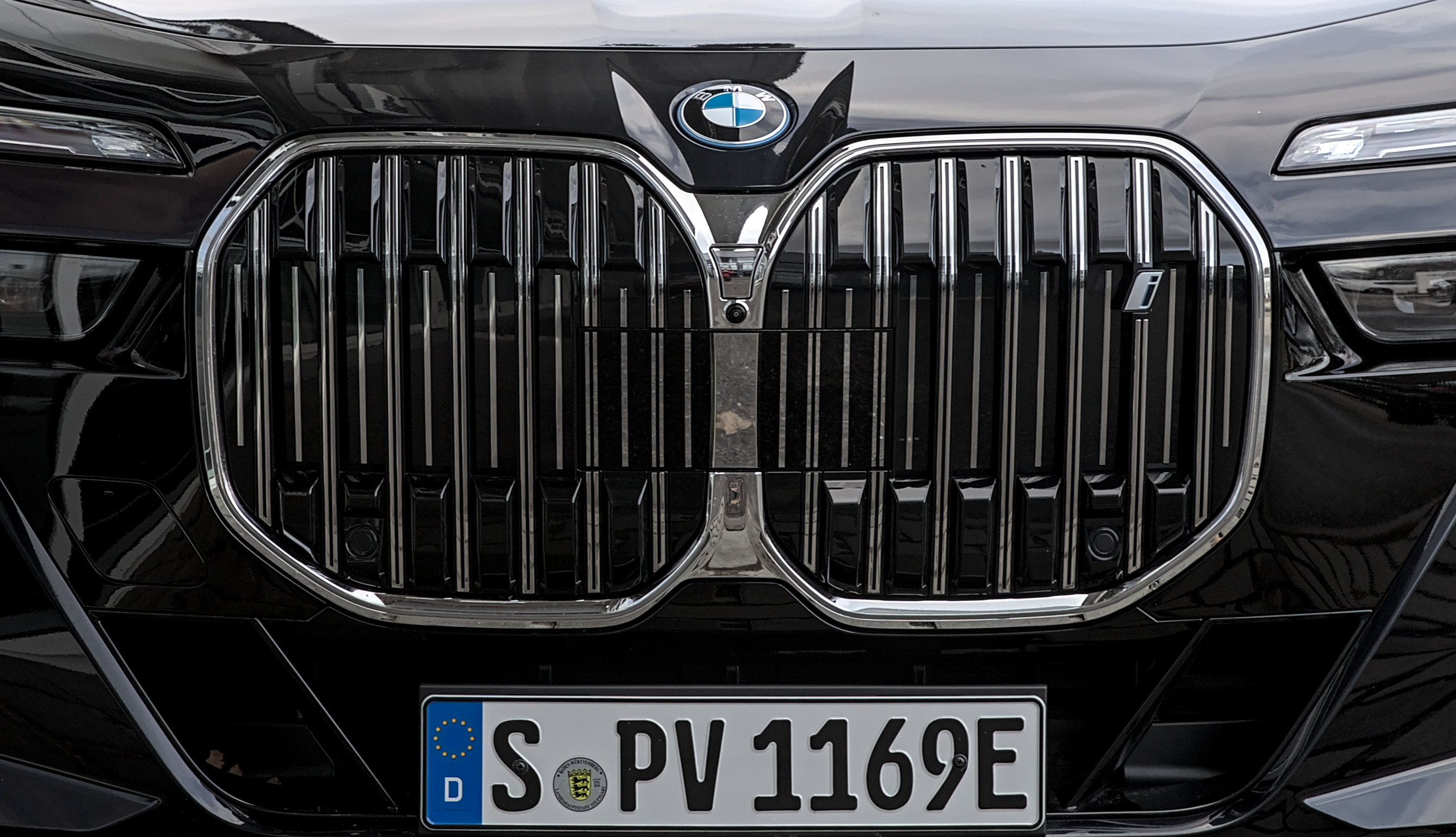
BMW i7, 2022
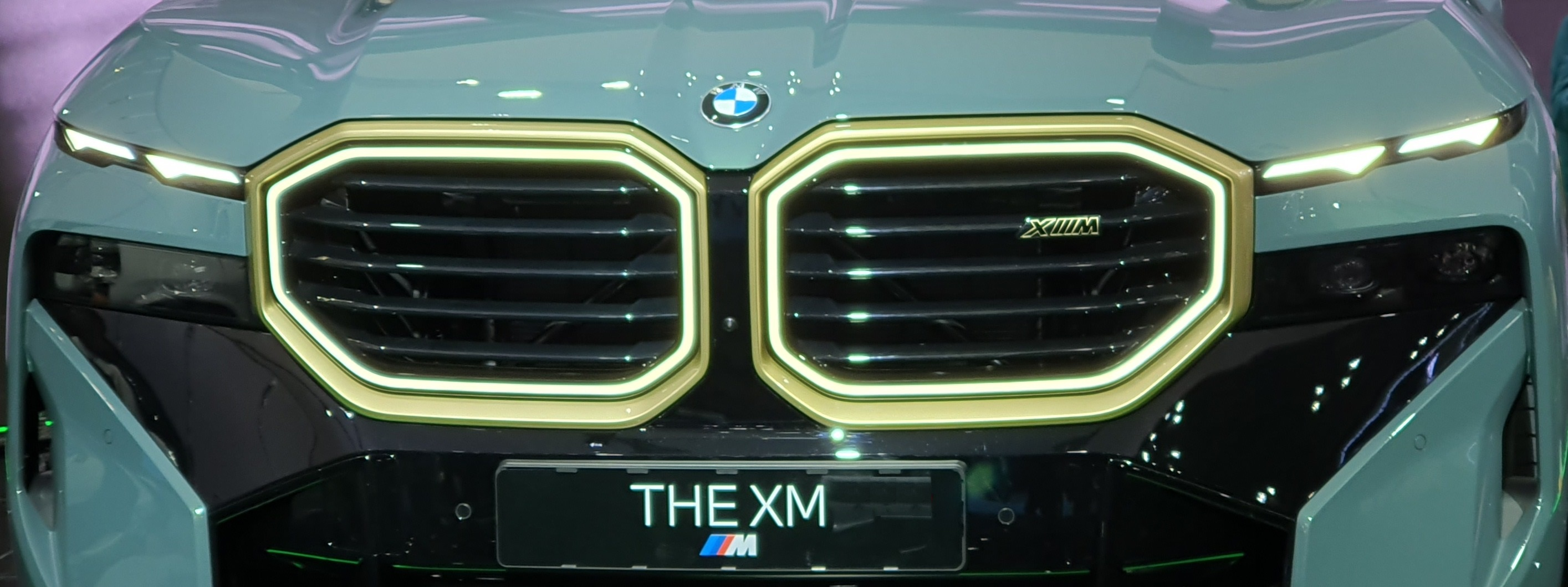
BMW XM, 2023 освітлена рамка